# Gerlinde Glatzer
Gerlinde Glatzer (* 6. Mai 1950 in Rhünda) ist eine ehemalige deutsche Tischtennisspielerin. Ihre sportlich beste Zeit hatte die Defensivspielerin in den 1970er und 1980er Jahren. Zweimal wurde sie mit FTG Frankfurt deutscher Mannschaftsmeister.

## Werdegang
Gerlinde Glatzer, die Tochter des späteren Lehrwartes des Hessischen Tischtennisverbandes HTTV Eitel Glatzer, begann mit dem Tischtennissport 1964 im nordhessischen Rhünda und schloss sich 1966 dem Verein KSV Hessen Kassel an. Im Herbst 1969 wurde sie im Trikot der Justus-Liebig-Universität Gießen deutsche Hochschulmeisterin im Damen-Einzel und belegte mit ihrem Bruder den dritten Platz im Gemischten Doppel. 1971 wechselte sie wegen des Studiums zum Bundesligisten Gießener SV. Fünfmal wurde sie Hessenmeisterin im Einzel (1972, 1973, 1976, 1979, 1980). 1973 gewann sie in Hannover die Team-Weltmeisterschaft der Studenten mit Wiebke Hendriksen und Barbara Zips. Von 1968 bis 1981 nahm sie 14 Mal an Nationalen Deutschen Meisterschaften teil, wo sie 1981 in Böblingen im Einzel und im Doppel mit Gertrud Potocnik auf Platz drei kam.
Zweimal wurde Gerlinde Glatzer zu inoffiziellen Länderkämpfen eingeladen, erstmals im November 1972 in Rüsselsheim gegen Japan, später gegen China. 1982 verließ sie Gießen Richtung FTG Frankfurt, mit dessen Damenmannschaft sie in der Saison 1986 und 1987 deutscher Meister wurde.
Danach beendete sie ihre Laufbahn als Tischtennis-Leistungssportlerin und spielte vorwiegend Tennis, wo sie mit dem KTC Wilhelmshöhe Oberligastärke erreichte.

## Privat
Anfang der 1980er Jahre arbeitete Gerlinde Glatzer als Lehrerin für Sport und Gesellschaftskunde an einer integrierten Gesamtschule in Guxhagen. Später wurde sie Oberstudienrätin. Seit Juni 1987 ist sie mit dem Lehrer Christoph Bittner verheiratet.